# Mahindra École Centrale
Mahindra École Centrale (abrégé en MEC), est une école d'ingénieurs privée, située à Gandi Maisamma, petite commune rattachée à la métropole d'Hyderabad, en Inde.

## Ouverture
Fondée en septembre 2013, et inaugurée en août 2014, MEC est une issue d'une collaboration entre l'entreprise indienne Tech Mahindra, l'école d'ingénieurs française Centrale Paris et l'université JNTU (en) d'Hyderabad.
L'École se fonde sur le projet et le modèle du Groupe des Écoles centrales en France.
Mahindra École Centrale est la seconde école partenaire de l'École centrale Paris ouverte à l'étranger, après l'École centrale de Pékin ouverte en 2005, et s'inscrit dans le nouveau programme de développement international à l'étranger de l'École centrale Paris.
Ces deux écoles font aussi partie du Réseau international des Écoles centrales, depuis complété par l'École centrale Casablanca.

## Locaux et campus
L'école est installée sur le campus de Bahadurpally de Tech Mahindra, filiale du groupe indien Mahindra.
Le campus propose deux cantines, une piscine, terrains de foot-ball, cricket, tennis et base-ball, ainsi que les logements des étudiants.

## Enseignement
Construit sur le modèle de l'École centrale Paris, le programme ingénieur en quatre ans donne lieu à la délivrance d'un diplôme d’État indien. Le diplôme est également reconnu comme diplôme d'ingénieur français. En fonction des places disponibles, les candidats auront la possibilité de faire une césure de six ou douze mois entre la 2e et la 3e année ou entre la 3e et 4e (dernière) année, en entreprise ou dans un laboratoire du réseau des Écoles centrales.

### Cycle prépa
Les deux premières années ont pour modèle les deux années de classe préparatoire aux grandes écoles en France. Des cours d'introduction à l'ingénierie sont intégrés progressivement, ainsi que des cours de management, de créativité et de cinéma.
Les cours du 1er cycle sont surtout consacrés au tronc commun avec quatre composantes principales :
- les sciences fondamentales (mathématiques, physique, mécanique et thermique, chimie, informatique, etc.) ;
- les sciences de l'ingénieur (dessin industriel, électronique, etc.) ;
- les sciences humaines et les sciences de l'entreprise (management, sociologie, etc.) ;
- langues (français et anglais).

### Cycle ingénieur
Les deux dernières années permettent aux élèves de se spécialiser, avec quatre branches différentes :
- génie mécanique (ME) ;
- Ingénierie informatique et logicielle (CSE) ;
- génie électrique (EE) ;
- et génie civil (CE).